# 哈馬廷德峰
72°33′S 0°39′E / 72.550°S 0.650°E
哈馬廷德峰是南極洲的山峰，位於東部南極洲的毛德皇后地，屬於斯維爾德魯普山脈的一部分，海拔高度2,885米，現時受南極條約體系管理。